# پاشکوال
پاشکوال (اسپانیایی: Xabi Pascual‎؛ زادهٔ ۹ ژوئیهٔ ۱۹۸۱) بازیکن فوتبال اهل اسپانیا است.

## باشگاهی
از باشگاه‌هایی که در آن بازی کرده‌است می‌توان به باشگاه خیمناستیک تاراگونا، باشگاه فوتبال راسینگ سانتاندر، باشگاه فوتبال رئال اویدو، و باشگاه فوتبال ایبار اشاره کرد.